# Hyloxalus marmoreoventris
Hyloxalus marmoreoventris es una especie de anfibio anuro de la familia Dendrobatidae.

## Distribución geográfica
Esta especie es endémica de la provincia de Tungurahua en Ecuador. Habita a una altitud de 1225 m en el lado amazónico de la Cordillera Oriental.

## Descripción
El holotipo masculino mide 21.7 mm.

## Publicación original
- Rivero, 1991 : New Ecuadorean Colostethus (Amphibia, Dendrobatidae) in the collection of the National Museum of Natural History, Smithsonian Institution. Caribbean Journal of Science, vol. 27, n.º 1/2, p. 1-22[5]